# Elisabeth Christine de Brunswick-Wolfenbüttel
Elisabeth Christine de Brunswick-Wolfenbüttel (8 noiembrie 1715 – 13 ianuarie 1797) a fost soția lui  Frederic cel Mare și deci regină a Prusiei. A fost Ducesă de Brunswick-Wolfenbüttel prin naștere și prințesă a Prusiei prin căsătorie.

## Origine
Elisabeth Christine a fost al treisprezecelea copil și prima fiică a lui Ferdinand Albert al II-lea, Duce de Brunswick-Wolfenbüttel și a Antoinettei de Brunswick-Wolfenbüttel.

## Căsătorie

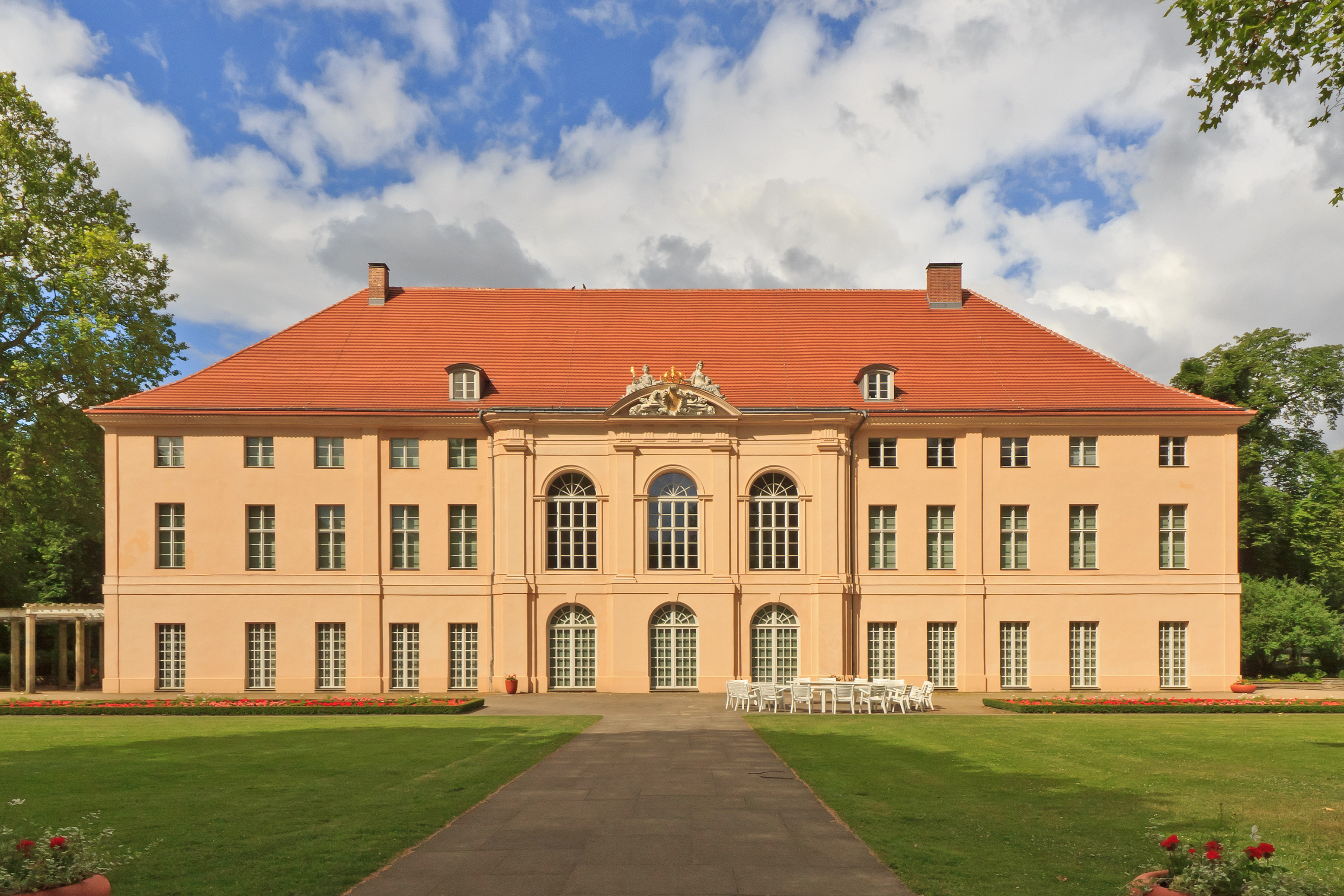
Palatul ei de vară, Schloss Schoenhausen din Berlin, locul unde s-a căsătorit

În 1733, Prințul Moștenitor Frederic al Prusiei a eșuat în încercarea sa de a fugi din regimul tiranic al tatălui său și a fost obligat să se căsătorească cu fiica Ducelui de Brunswick-Lüneburg.  care era și nepoata soției împăratului Carol al VI-lea. În ciuda faptului că ea a fost crescută în religia luterană, a fost logodită cu prințul Prusiei, care era calvinist. Căsătoria a fost aranjată de curtea austriacă în speranța de a obține influență asupra Prusia pentru o altă generație. Logodna a fost sărbătorită la Berlin la 10 mai 1732.
La 12 iunie 1733 s-a căsătorit cu Prințul Moștenitor Frederic al Prusiei la palatul de vară al tatălui ei, Schloss Salzdahlum. După ceremonie, s-a dat la palat un balet, o pastorală în care tânărul prinț a deținut rolul principal, apoi o operă de Graun și Haendel. După nuntă cuplul s-a mutat la Neuruppin și mai târziu la palatul din Rheinsberg.
Având în vedere circumstanțele din spatele logodnei lor, se știa că Frederic era nemulțumit de căsătorie încă de la bun început. Frederic aproape a ignorat-o complet pe Elizabeth și din căsătorie nu au rezultat copii. El a fost de acord să se căsătorească cu Elisabeth doar după ce încercarea de a scăpa din regimul tiranic al tatălui său nu a reușit. Astfel, poziția Elisabetei, care avea doar șaptesprezece ani când s-a căsătorit, la Curtea din Berlin, a fost dificilă de la început, singurul sprijin pe care putea conta fiind regele. Într-adevăr, socrul ei a rămas atașat de nora sa până la moarte, fiind în special mândru de pietatea ei, care însă nu a apropiat-o de soțul ei. 

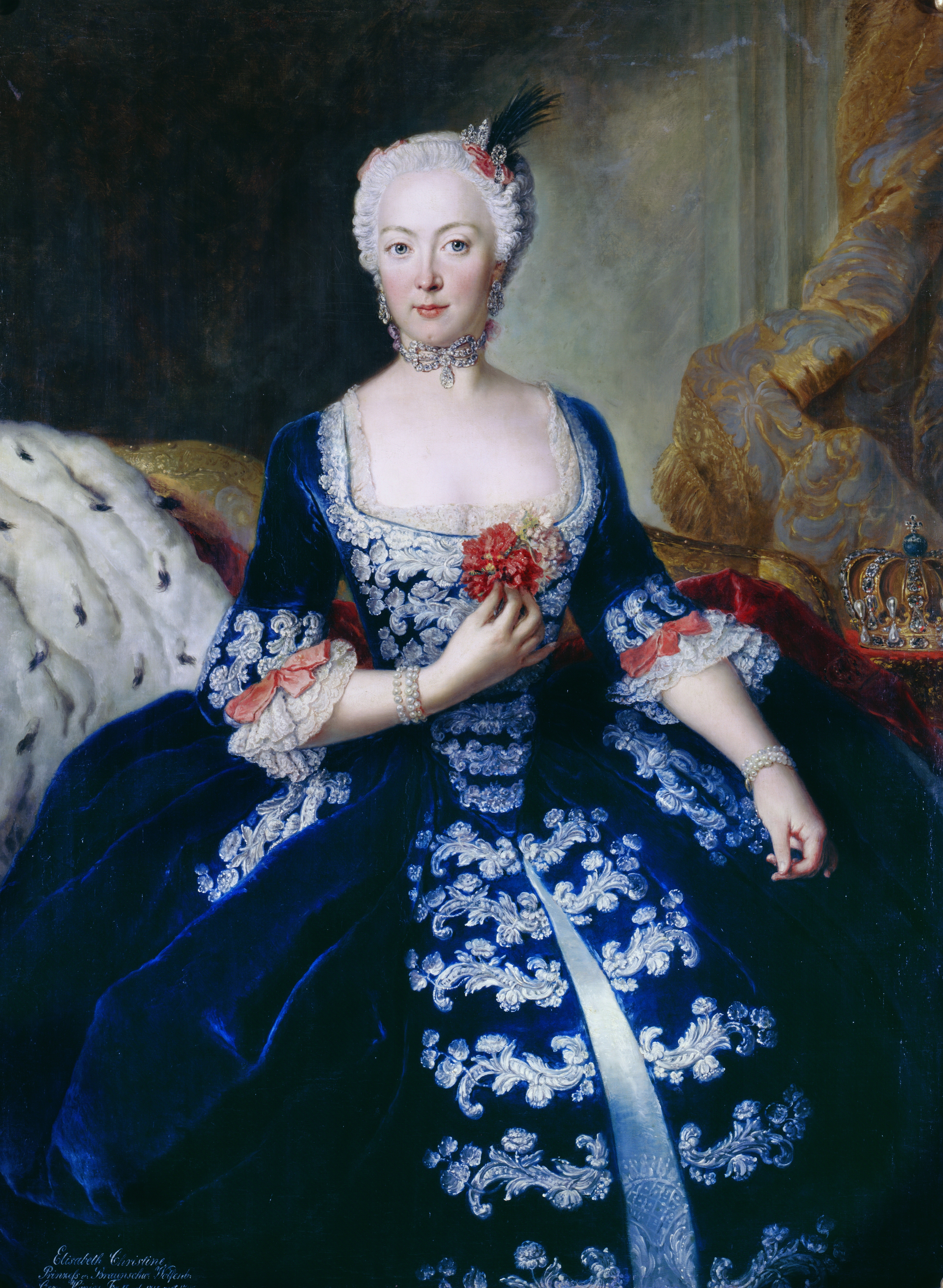
Regina Elisabeth Christine, ca. 1739

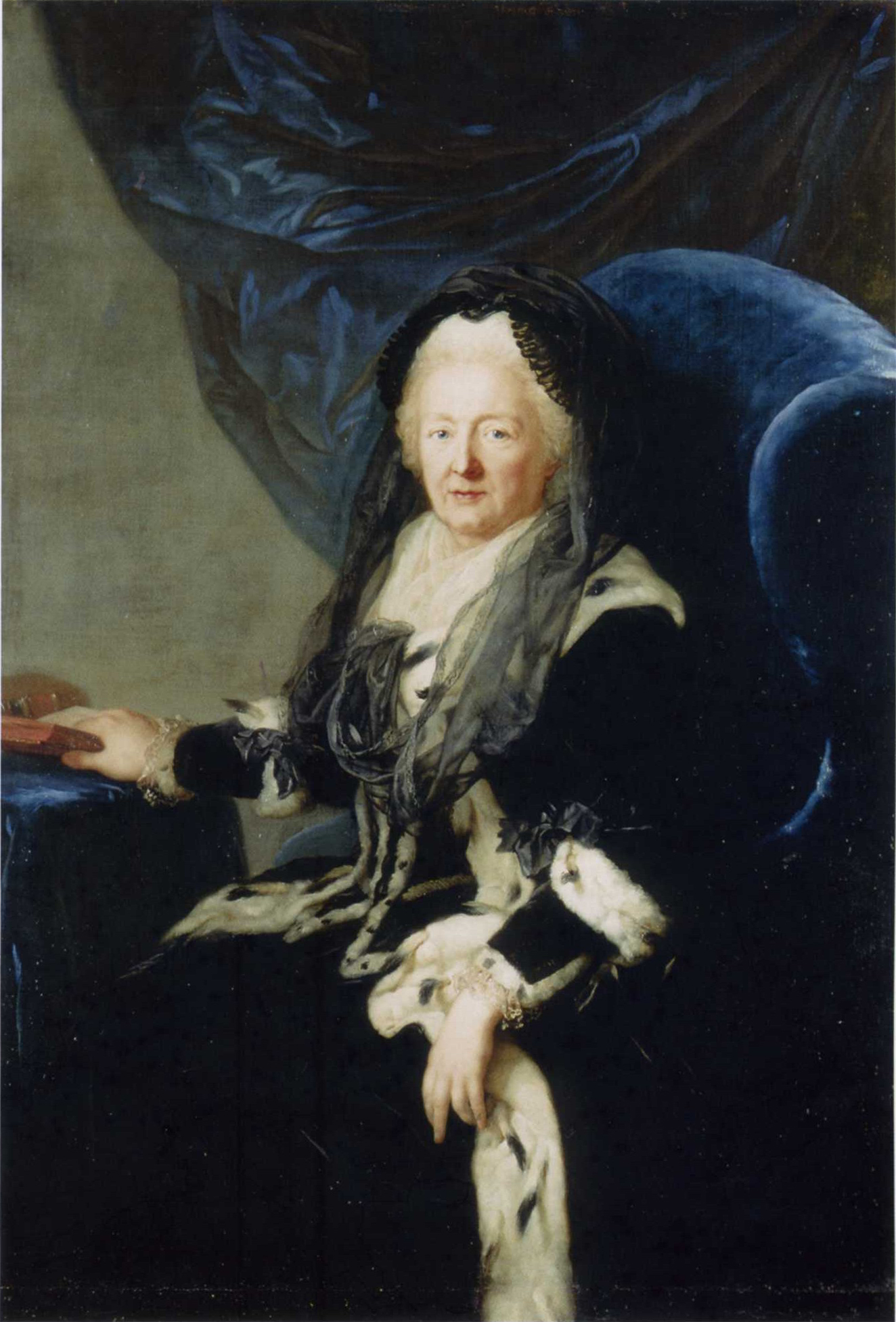
Regina Elisabeth Christine, văduvă, 1789.

Totuși, Frederic a fost suficient de perspicace pentru a recunoaște oportunitatea oferită de soția sa de a-și îmbunătăți relația cu tatăl său, și a folosit-o în mod sistematic pentru a obține favoruri de la el. Pe parcursul primului an de căsătorie, Frederic a stat la garnizoana din Ruppin, în timp ce Elisabeth a trăit la Berlin, la curtea regelui, și el a copleșit-o cu scisori prin care cerea permise de călătorie, bani etc. de la rege, sau chiar cerea ca ea să-i plătească datoriile. Acest model a continuat chiar și după ce cuplul s-a mutat la palatul Rheinsberg în 1736.
Acolo, lui Frederic i s-a permis să-și mențină propria lui curte pentru prima dată, și acolo, viața civilă a cuplului pare să fi fost mai normală decât va fi vreodată; mai târziu Elisabeth-Christine și-a reamintit de anii de la Rheinsberg ca "cei mai fericiți din viața ei". Baza pentru aceasta relație, care a fost caracterizată de sinceră admirație sau chiar de dragoste din partea Elisabetei și de calculul rece din partea lui Frederic, a dispărut odată cu accesiunea lui pe tron, în 1740.
În 1740, tatăl lui Frederic a murit iar el i-a succedat la tronul Prusiei ca regele Frederic al II-lea. Atunci a inițiat separarea de soția sa. Elisabeth a început să trăiască separat de el la palatul Schönhausen în nordul Berlinului. Pe parcursul întregii sale vieți, Frederic nu a arătat interes nici unei femei. Nu a avut relații cunoscute și a condus foarte spartan, aproape de o curte militară, unde femeile au apărut rareori și niciodată nu au avut nici o influență.
Frederic nu s-a dus niciodată să-și vadă soția iar ea nu a fost niciodată invitată la palatul lui Sanssouci din Potsdam. De obicei cuplul se întâlnea la reuniunile de familie. În 1757-58 și din nou în 1760-63, de ambele dăți în timpul Războiului de șapte ani, Elisabeth a fost forțată să-și părăsească căminul și să se mute la Magdeburg. A fost prima dată cu aceste ocazii când a văzut Sanssouci. În 1763, când Frederic și-a văzut soția pentru prima dată după șase ani, singurul comentariu a fost "Madame s-a îngrășat".
Elisabeth a fost interesată de literatură. De asemenea, ea a scris cărți despre morală în franceză. A introdus cultivarea mătăsii în Prusia.
Regele a murit în 1786 lăsând tronul nepotului său Frederic Wilhelm al II-lea. Regina a murit la Stadtschloss în 1797 și a fost înmormântată la catedrala din Berlin.